# 1680年代
| 千纪： | 2千纪                                                                                            |
| 世纪： | 16世纪 \| 17世纪 \| 18世纪                                                                       |
| 年代： | 1650年代 \| 1660年代 \| 1670年代 \| 1680年代 \| 1690年代 \| 1700年代 \| 1710年代                 |
| 年份： | 1680年 \| 1681年 \| 1682年 \| 1683年 \| 1684年 \| 1685年 \| 1686年 \| 1687年 \| 1688年 \| 1689年 |

## 大事记
- 1681年，清朝平定三藩之乱。
- 1682年，俄罗斯帝國彼得大帝即位。
- 1683年，清朝灭亡明郑王朝，次年设立台湾府。
- 1684年，康熙帝第一次南巡，1688年第二次南巡。
- 1685年—1686年，雅克萨战争。
- 1687年，牛顿发表论文《自然哲学的数学原理》里，对万有引力和三大运动定律进行了描述。
- 1688年，清朝大学士明珠被弹劾。
- 1688年，英国光荣革命，第二年，通过权利法案。
- 1689年，清朝與俄羅斯帝國签订尼布楚条约。

## 出生
- 胤祺(1680年)，清朝康熙帝的第五子。
- 胤祚(1680年)，清朝康熙帝的第六子，雍正帝的胞弟。
- 胤祐(1680年)，清朝康熙帝的第七子。
- 胤禩（1681年），清朝康熙帝第八子。
- 胤禟（1683年)，清朝康熙帝的第九子。
- 胤䄉 (1683年)，清朝康熙帝的第十子。
- 胤禌(1685年)，清朝康熙帝的第十一子。
- 胤祹(1686年)，清朝康熙帝的第十二子。
- 胤祥（1686年），清朝康熙帝第十三子。
- 胤禵（1688年），清朝康熙帝第十四子，雍正帝的胞弟。

## 逝世
- 郑经（1681年），鄭成功的兒子。
- 查理二世（1685年），英格蘭王國斯圖亞特王朝的國王。